# Indian Wells
Indian Wells är en ort i Riverside County i delstaten Kalifornien, USA.